# Changtang
Le Changtang ou Chang thang (tibétain : བྱང་ཐང་, Wylie : byang thang, pinyin tibétain : jangtang, THL : jang tang ; translittération chinoise : chinois : 羌塘 ; pinyin : qiāngtáng, autre appellation : 藏北高原, zàngběi gāoyuán, « haut plateau du nord du Tibet ») est un vaste plateau de haute altitude situé au Tibet septentrional et occidental. Parsemé de lacs, il s'étend depuis le Ladakh à l'ouest jusqu'à l’Amdo (renommée province du Qinghai) à l'est sur une distance d'environ 1 600 kilomètres. Il fait entièrement partie du plateau tibétain et est habité originellement par les nomades Changpas[réf. nécessaire].

## La réserve naturelle du Changtang

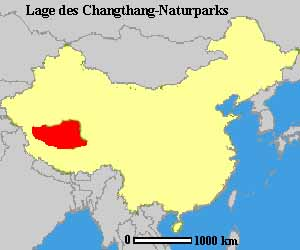
Réserve naturelle du Changtang sur la carte de la Chine

Une grande partie des 600 000 km2[réf. nécessaire] du Changtang est occupée aujourd'hui par les 334 000 km2 de l'aire protégée nationale du Changthang établie en 1993 comme réserve naturelle et élevée au rang d'aire protégée en 2000. C'est la seconde plus grande réserve terrestre au monde. Il s'agit d'une aire protégée de catégorie VI[réf. nécessaire] selon la classification de la Commission mondiale des aires protégées de l'UICN, à savoir le degré le moins élevé de protection définissant des aires gérées principalement à des fins d'utilisation durable des écosystèmes naturels.
Les populations nomades (19 000 personnes) et souvent leur sédentarisation, ainsi que leurs animaux d'élevages (moutons, yacks) à 1,5 million de têtes, exercent une pression sur cet environnement.

## Documentaire
- Michel Peissel, Le Troisième pôle - Voyage au fin fond du Tibet dans l'inconnu et dans le froid sur le plus haut plateau de la planète, voix parlée : Olivier Peissel, DVD documentaire, 2005 (relation d'un périple de 2400 km au Changtang) (diffusion sur France 5 en 2002)